# Винсент, Фрэнк
Фрэнк Винсент Гаттузо (англ. Frank Vincent Gattuso; род. 15 апреля 1937, Норт-Адамс, Массачусетс, США — 13 сентября 2017, Нью-Джерси, США) — американский актёр, музыкант, писатель, предприниматель. Широко известен благодаря сотрудничеству с Мартином Скорсезе в работе над тремя его самыми известными картинами: «Бешеный бык» (1980), «Славные парни» (1990) и «Казино» (1995). С 2004 по 2007 год исполнял роль Фила Леотардо в культовом телесериале HBO «Клан Сопрано», в 2001 году, и позже в 2004 и 2005, озвучивал босса мафии Сальваторе Леоне в трёх частях популярной серии игр «Grand Theft Auto».

## Ранние годы
Винсент родился в Норт-Адамс (штат Массачусетс, США) в итало-американской семье; у него сицилийские (от деда по отцовской линии) и неаполитанские корни. Его отец, Фрэнк Винсент Гаттузо-старший, был в своё время кузнецом, но в дальнейшем стал бизнесменом. У Фрэнка есть два брата: Ник и Джимми, и сводная сестра, Фрэн Фернандес. Вырос Фрэнк в Джерси-Сити (штат Нью-Джерси).

## Карьера
Первоначально начинал карьеру как музыкант, но спустя некоторое время ему улыбнулась удача, и он получил роль в фильме «Коллекционер смертей» (1976), где также снялся его друг Джо Пеши. После этого фильма их заметили Роберт Де Ниро с Мартином Скорсезе. Их последующее сотрудничество вылилось в три фильма: «Бешеный бык» (1980), «Славные парни» (1990) и «Казино» (1995). После этих ролей за Фрэнком Винсентом закрепился образ гангстера — именно людей такого типа ему чаще всего приходится играть.
Среди других его знаменитых ролей — безжалостный нью-йоркский мафиози Фил Леотардо из криминально-драматического телесериала канала HBO «Клан Сопрано». За эту роль Фрэнк в 2008 году (как и другие члены основного актёрского состава) был отмечен премией Гильдии киноактёров США в категории «Лучший актёрский состав в драматическом сериале».
В 1996 году Винсент снялся в клипе «Street Dreams» рэпера Nas в роли Фрэнка Марино — своего персонажа из фильма «Казино». Также озвучил роль босса мафии Сальваторе Леоне в трёх частях популярной серии игр «Grand Theft Auto» в 2001 (III), 2004 (San Andreas) и 2005 (Liberty City Stories) годах.
В 2006 году Фрэнк выпустил книгу «A Guy’s Guide to Being a Man’s Man», отзывы на которую были, в основном, положительные.

## Смерть
В начале сентября 2017 года Винсент перенёс сердечный приступ. 13 сентября 2017 года он умер во время операции на открытом сердце в Нью-Джерси в возрасте 80 лет. Останки Винсента были кремированы в похоронном бюро в Монтклэре, штат Нью-Джерси. Отпевание состоялось 16 сентября 2017 года. У него осталась жена Кейтлин и трое детей.

## Фильмография
| Год       |    | Русское название                       | Оригинальное название                   | Роль                    |
| --------- | -- | -------------------------------------- | --------------------------------------- | ----------------------- |
| 1976      | ф  | Коллекционер смертей                   | The Death Collector                     | Берни Фельдшах          |
| 1980      | ф  | Бешеный бык                            | Raging Bull                             | Салви                   |
| 1982      | ф  | Дорогой мистер Вандерфул               | Dear Mr. Wonderful                      | Луи                     |
| 1983      | ф  | Крошка, это ты!                        | Baby It's You                           | Винни                   |
| 1984      | ф  | Папа Гринвич-Виллидж                   | The Pope of Greenwich Village           | шеф первой команды      |
| 1986      | ф  | Толковые ребята                        | Wise Guys                               | Луи Фонтуччи            |
| 1989      | ф  | Делай как надо!                        | Do the Right Thing                      | Чарли                   |
| 1989      | ф  | Последний поворот на Бруклин           | Last Exit To Brooklyn                   | священник               |
| 1990      | ф  | Славные парни                          | Goodfellas                              | Билли Бэттс             |
| 1990      | ф  | Уличный охотник                        | Street Hunter                           | Дон Марио Романо        |
| 1991      | ф  | Смертельные мысли                      | Mortal Thoughts                         | Доминик, отец Джойс     |
| 1991      | тф | Бандитское правосудие                  | Dead and Alive: The Race for Gus Farace | Джозеф Ф. Занни-младший |
| 1991      | ф  | Тропическая лихорадка                  | Jungle Fever                            | Майк Туччи              |
| 1991—1999 | с  | Закон и порядок                        | Law & Order                             | Джон Франчетта / J.Z.   |
| 1993      | с  | Хроники молодого Индианы Джонса        | The Young Indiana Jones Chronicles      | Джон Торрио             |
| 1994      | с  | Крутой Уокер: Правосудие по-техасски   | Walker, Texas Ranger                    | Пол Манчини             |
| 1995      | ф  | Милый Джерси                           | Nothing to Lose                         | Рэй Диглованни-старший  |
| 1995      | ф  | Казино                                 | Casino                                  | Фрэнк Марино            |
| 1996      | ф  | Ночь над Манхэттеном                   | Night Falls on Manhattan                | капитан                 |
| 1996      | тф | Готти                                  | Gotti                                   | Роберт ДиБернардо       |
| 1996      | ф  | Только она единственная                | She's the One                           | Рон                     |
| 1996—1997 | с  | Полицейские под прикрытием             | New York Undercover                     | Бейтс / Рэй Таррафино   |
| 1997      | ф  | Полицейские                            | Cop Land                                | президент PDA Лассаро   |
| 1998      | тф | Свидетель против мафии                 | Witness to the Mob                      | Фрэнки ДеЧиччо          |
| 2000      | с  | Полиция Нью-Йорка                      | NYPD Blue                               | Дино Феррера            |
| 2001      | ки | Grand Theft Auto III                   | Grand Theft Auto III                    | Сальваторе Леоне        |
| 2003      | ф  | Это дело семьи                         | This Thing of Ours                      | Дэнни Сантини           |
| 2004      | мф | Подводная братва                       | Shark Tale                              | большая белая акула #3  |
| 2004      | ки | Grand Theft Auto: San Andreas          | Grand Theft Auto: San Andreas           | Сальваторе Леоне        |
| 2004—2007 | с  | Клан Сопрано                           | The Sopranos                            | Фил Леотардо            |
| 2005      | ки | Grand Theft Auto: Liberty City Stories | Grand Theft Auto: Liberty City Stories  | Сальваторе Леоне        |
| 2006      | ф  | Последнее желание                      | The Last Request                        | Отец Брайс              |
| 2008      | с  | Звёздные врата: Атлантида              | Stargate Atlantis                       | игрок в покер #1        |
| 2009      | ф  | Чикагские похороны                     | Chicago Overcoat                        | Лу Маразано             |
| 2011      | ф  | Шпион                                  | Spy                                     | Гаетано                 |
| 2014      | мс | Мистер Пиклз                           | Mr. Pickles                             | Джон Габагули           |